# Плаксій Олександр Семенович
Олександр Семенович Плаксі́й (13 серпня 1911, Курськ — 31 березня 1986, Чернівці) — український радянський театральний художник; член Спілки радянських художників України з 1959 року. Заслужений діяч мистецтв УРСР з 1958 року.

## Біографія
Народився 31 липня [13 серпня] 1911 року у місті Курську (нині Російська Федерація). Протягом 1931—1936 років навчався у Харківському художньому інституті, був учнем Анатолія Петрицького, Олександра Хвостенка-Хвостова, Семена Прохорова.
З 1937 року у Харківському театрі імені Ленінського комсомолу; протягом 1941—1972 років — художник-постановник, головний художник (з 1947 року) Чернівецького українського музично-драматичного театру імені Ольги Кобилянської. Член КПРС з 1953 року.
Мешкав у Чернівцях в будинку на вулиці Ковальчука, № 10, квартира № 28. Помер у Чернівцях 31 березня 1986 року.

## Творчість
Працював у галузі театрально-декораційного мистецтва. Оформив вистави:
- «Запорожець за Дунаєм» Семена Гулака-Артемовського (1938);
- «Украдене щастя» Івана Франка (1941);
- «Загибель ескадри» Олександра Корнійчука (1941);
- «Шельменко-денщик» Григорія Квітки-Основ'яненка (1944);
- «Назар Стодоля» Тараса Шевченка (1944, Драматичний театр в Йошкар-Олі);
- «Єгор Буличов та інші» Максима Горького (1946);
- «Земля» за Ольгою Кобилянською (1947);
- «Приїздіть у Дзвонкове» Олександра Корнійчука (1947);
- «Весняний потік» Зіновія Прокопенка (1948);
- «Вій, вітерець!» Райніса (1951);
- «Лук'ян Кобилиця» Л. Балковенка та Г. Мізюна (1955);
- «Кремлівські куранти» Миколи Погодіна (1956);
- «Безталанна» Івана Карпенко-Карого (1958);
- «Доки сонце зійде — роса очі виїсть» Марка Кропивницького (1958);
- «Дністрові кручі» Олександра Ананьєва за Юрієм Федьковичем (1959);
- «Леся» Маргарити Андрієвич (1959);
- «Невольник» за Тарасом Шевченком (1961, Івано-Франківський український музично-драмтичний театр імені Івана Франка);
- «Устим Кармелюк» Володимир Суходольського (1962);
- «Оптимістична трагедія» Всеволода Вишневського (1962);
- «Вітрова донька» Віктора Зубара (1962);
- «Вовчиха» за Ольгою Кобилянською (1963);
- «Матінка Кураж та її діти» Бертольта Брехта (1964);
- «Людина з зірки» Карла Віттлінгера (1965);
- «Карпатська легенда» Л. Новицького (1968);
- «Мати-наймичка» Івана Тогобочного (1971).

Брав участь у республіканських виставках з 1947 року.
Роботи зберігаються у Чернівецькому художньому музеї.

## У мистецтві
Портрет художника у 1962 році написав живописець Володимир Симоненко.